# Adil Kerrouchi
Adil Kerrouchi ou Karrouchy (en arabe : عادل الكروشي), né le 23 novembre 1984 à Beni Bouayach, est un footballeur international marocain évoluant au poste d'arrière latéral gauche.
Il se distingue surtout au Raja Club Athletic qu'il rejoint en 2012. Il remporte au titre de sa première saison le doublé Coupe du trône-Championnat du Maroc en 2013, avant d'atteindre la finale de la Coupe du monde des clubs en 2013 où il joue un rôle décisif. Il s'adjuge par la suite la Coupe nord-africaine des clubs 2015 et une seconde Coupe du trône en 2017.

## Biographie

### Carrière en club

#### Jeunesse et débuts
Adil Kerrouchi voit le jour le 23 novembre 1984 à Beni Bouayach, qui se situe dans province d'Al Hoceïma à l'est du Maroc. En compagnie de famille, il quitte sa ville à l'âge de 4 ans pour aller s'installer à Mohammédia. Il int-gre alors le centre de formation du SC Chabab Mohammédia.
À l'âge de 19 ans, il rejoint le Hilal Association de Nador qui était alors proche de remonter en première division, mais il ne joue pas longtemps et revient à son équipe.
En 2009, il rallie le club Casablancais du Rachad Bernoussi où il évolue pendant une saison en championnat de deuxième division.

#### Difaâ d'El Jadida (2010-2012)
En 2010, il rejoint le Difaâ d'El Jadida mené alors par Fathi Jamal avec lequel il est vice-champion du Maroc et participe à la Ligue des Champions de la CAF où il est éliminé au stade des quarts de finale par l'Interclub d'Angola.

#### Raja Club Athletic (2012-2018)
À l'été 2012, il rejoint le Raja Club Athletic sous la houlette de M'hamed Fakhir et dispute sa première rencontre contre les finalistes de la Ligue Europa et de la Copa del Rey, l'Athletic Bilbao, où il inscrit le deuxième but sur un tir de l'extérieur de la surface de réparation (victoire 3-1).
Le 18 novembre au Stade Moulay Abdellah, Kerrouchi est titulaire lorsque le Raja remporte sa 7e Coupe du Trône face aux FAR de Rabat à la suite des tirs au but après que le temps réglementaire s'est soldé sur un score nul 0-0.
Le 25 mai 2013, le Raja reçoit le Difaâ d'El Jadida au titre de l'avant dernière journée du championnat. Au terme du premier carton, le Raja se retrouve mené au score 1-0. Kerrouchi remet les pendules à l'heure grâce à un magnifique coup franc à la 67e minute, avant que Mohsine Moutouali n'inscrit le second but à la 90e minute de jeu pour offrir au Raja le 11e championnat de son histoire, après l'avoir dominé tout le long de la saison. Le Raja remporte donc le deuxième doublé de son histoire et se qualifie par la même occasion à la Coupe du monde des clubs 2013, organisée au Maroc, en tant que champion du pays hôte.

### Carrière internationale
| Caps | Date       | Match                             | Lieu      | Score | Compétition   |
| ---- | ---------- | --------------------------------- | --------- | ----- | ------------- |
| 1    | 11/08/2010 | Maroc – Guinée Équatoriale        | Rabat     | 2 - 1 | Amical        |
| 2    | 09/10/2014 | Maroc – République centrafricaine | Marrakech | 4 - 0 | Amical        |
| 3    | 12/11/2015 | Maroc - Guinée Équatoriale        | Agadir    | 2 - 0 | Elim. CM 2018 |

## Palmarès
Raja Club Athletic (4)
- Coupe du Trône (2)
  - Vainqueur en 2012 et 2017.
  - Finaliste en 2013.
- Championnat du Maroc (1)
  - Vainqueur en 2013.
  - Vice-Champion en 2014.
- Coupe nord-africaine des clubs champions (1)
  - Vainqueur en 2015.
- Coupe du monde des clubs
  - Finaliste en 2013.

 DH El Jadida (1)
- Championnat du Maroc
  - Vice-Champion en 2009
- Tournoi Antifi
  - Vainqueur en 2012